# Торкемада, Белармино
Белармино Торкемада Мигель (исп. Belarmino Torquemada Miguel; род. 11 сентября 1914 года, Баракальдо, Испания — 23 апреля 1995 года, Ольмедо, Испания) — испанский футболист, игравший на позиции защитника и большую часть своей карьеры играл за Реал Вальядолид, а также играл за «Гранаду» и «Саламанку».

## Биография
Начал свою игровую карьеру в «Гранаде», а в возрасте 23 лет присоединился к «Вальядолиду», где провёл успешный период. Обладая выдающимся телосложением (рост около 183 см) и отличным чувством позиции, он на протяжении всей своей карьеры был основным центральным защитником команды.
С приходом нового тренера в 1948 году Торкемада не смог адаптироваться к новым требованиям или не получил такой возможности. В возрасте 32 лет он покинул «Реал Вальядолид» и перешёл в «Саламанку», за которую сыграл 11 матчей.
Белармино Торкемада скончался 23 апреля 1995 года в возрасте 80 лет в доме престарелых в Ольмедо.